# Omega XV: Egy életre szól
Az Egy életre szól az Omega együttes tizenötödik magyar stúdióalbuma, 1998-ból. A lemez érdekessége,hogy az Énhozzám a rock and roll szól című dalban minden tag énekel.

## Kiadások
| Év   | Kiadó           | Formátum | Sorszám   | Megjegyzések |
| ---- | --------------- | -------- | --------- | --- |
| 1998 | MI5 Records     | CD       |           | |
| 1998 | MI5 Records     | MC       |           | |
| 2004 | Hungaroton Mega | CD       | HCD 87627 | Felújított kiadás angol bónuszdalokkal, az Antológia vol. 5. 1985–2000 – Rock albumok részeként és önállóan is megjelent. |

## Az albumhoz kapcsolódó kislemez
| Címadó dal      | További dal(ok)       | Év   | Kiadó       | Sorszám | Megjegyzések                                     |
| --------------- | --------------------- | ---- | ----------- | ------- | ------------------------------------------------ |
| Egy életre szól | Őrült emberek Legenda | 1998 | MI5 Records |         | A Legenda kis mértékben eltér az albumverziótól. |

## Dalok
1. Fénymadár (Mihály Tamás – Trunkos András)
2. Őrült emberek (Molnár György – Trunkos András)
3. Ez egy életre szól (Mihály Tamás – Trunkos András)
4. Megszentelt világ (Molnár György – Sülyi Péter)
5. Ártatlan gyújtogatók (Benkő László – Sülyi Péter)
6. Ezredforduló (Benkő László) (instrumentális)
7. Boldog angyalok (Mihály Tamás – Trunkos András)
8. Énhozzám a rock 'n roll szól (Mihály Tamás – Trunkos András)
9. Isten tudja (Molnár György – Sülyi Péter)
10. Miért beszélsz (Molnár György – Trunkos András)
11. Legenda (Mihály Tamás – Trunkos András)

### Bónusz a 2004-es kiadáson
A 2004-ben az Antológia-sorozatban megjelent felújított kiadásra felkerült a Tower of Babel maxi-CD anyaga.
1. Tower of Babel (Babylon – áthangszerelt változat) (Omega – Trunkos András, Ambrózy István)
2. Break the Chain (Minden könnycseppért kár) (Presser Gábor – Sztevanovity Dusán, Edwin Balogh)
3. Tomorrow (Levél – Poste restante) (Kóbor János – Edwin Balogh, Horváth Attila)
4. Tide Will Turn (Fekete pillangó – áthangszerelt változat) (Omega – Sülyi Péter, Edwin Balogh, Horváth Attila)

## Közreműködött
- Omega
  - Benkő László – billentyűs hangszerek , ének (Énhozzám a rock and roll szól)
  - Debreczeni Ferenc – dob, ütőhangszerek , ének (Énhozzám a rock and roll szól)
  - Kóbor János – ének
  - Mihály Tamás – basszusgitár, szintetizátor, komputerprogramok, ének (Énhozzám a rock and roll szól)
  - Molnár György – gitár, szintetizátor, ének (Énhozzám a rock and roll szól)
- Szekeres Tamás – gitár
- Küronya Miklós – basszusgitár, komputerprogramok
- Zempléni Bertalan – zongora, szintetizátor
- Almássy Enikő, Szabó Csilla, Jenei Szilveszter, Szentmártoni Gergely, Margit József – vokál
- Budapesti Palestrina Kórus (Legenda)

## Toplistás szereplése
Az album Mahasz Top 40-es eladási listáján tíz héten át szerepelt, legjobb helyezése 7. volt.